# Danh sách xã thuộc tỉnh Ninh Thuận
Tính đến ngày 1 tháng 11 năm 2024, tỉnh Ninh Thuận có 62 đơn vị hành chính cấp xã, trong đó có 47 xã.
Dưới đây là danh các xã thuộc tỉnh Ninh Thuận hiện nay.
| Xã          | Trực thuộc                      | Diện tích (km²) | Dân số (người) | Mật độ dân số (người/km²) | Thành lập |
| ----------- | ------------------------------- | --------------- | -------------- | ------------------------- | --------- |
| An Hải      | Huyện Ninh Phước                | 21,713          | 18.788         |                           |           |
| Bắc Phong   | Huyện Thuận Bắc                 | 22,253          | 7.430          |                           |           |
| Bắc Sơn     | Huyện Thuận Bắc                 | 62,287          | 10.274         |                           |           |
| Cà Ná       | Huyện Thuận Nam                 | 131,471         | 11.048         |                           |           |
| Công Hải    | Huyện Thuận Bắc                 | 74,794          | 8.868          |                           |           |
| Hòa Sơn     | Huyện Ninh Sơn                  | 65,806          | 4.693          |                           |           |
| Hộ Hải      | Huyện Ninh Hải                  | 12,111          | 15.318         |                           |           |
| Lâm Sơn     | Huyện Ninh Sơn                  | 148,899         | 16.079         |                           |           |
| Lợi Hải     | Huyện Thuận Bắc                 | 68,354          | 14.586         |                           |           |
| Lương Sơn   | Huyện Ninh Sơn                  | 42,587          | 7.690          |                           |           |
| Ma Nới      | Huyện Ninh Sơn                  | 254,803         | 5.220          |                           |           |
| Mỹ Sơn      | Huyện Ninh Sơn                  | 128,564         | 12.246         |                           |           |
| Nhị Hà      | Huyện Thuận Nam                 | 77,669          | 4.667          |                           |           |
| Nhơn Hải    | Huyện Ninh Hải                  | 30,916          | 17.458         |                           |           |
| Nhơn Sơn    | Huyện Ninh Sơn                  | 31,655          | 15.857         |                           |           |
| Phước Bình  | Huyện Bác Ái                    | 288,293         | 3.192          |                           |           |
| Phước Chiến | Huyện Thuận Bắc                 | 49,501          | 5.271          |                           |           |
| Phước Chính | Huyện Bác Ái                    | 64,376          | 3.192          |                           |           |
| Phước Diêm  | Huyện Thuận Nam                 | 12,899          | 13.069         |                           |           |
| Phước Dinh  | Huyện Thuận Nam                 | 51,023          | 12.430         |                           |           |
| Phước Đại   | Huyện Bác Ái                    | 114,078         | 2.933          |                           |           |
| Phước Hà    | Huyện Thuận Nam                 | 26,788          | 3.904          |                           |           |
| Phước Hải   | Huyện Ninh Phước                | 31,381          | 17.455         |                           |           |
| Phước Hậu   | Huyện Ninh Phước                | 14,541          | 20.600         |                           |           |
| Phước Hòa   | Huyện Bác Ái                    | 124,987         | 4.829          |                           |           |
| Phước Hữu   | Huyện Ninh Phước                | 60,525          | 21.476         |                           |           |
| Phước Kháng | Huyện Thuận Bắc                 | 46,606          | 2.767          |                           |           |
| Phước Minh  | Huyện Thuận Nam                 | 178,903         | 4.485          |                           |           |
| Phước Nam   | Huyện Thuận Nam                 | 131,471         | 15.187         |                           |           |
| Phước Ninh  | Huyện Thuận Nam                 | 77,669          | 6.488          |                           |           |
| Phước Sơn   | Huyện Ninh Phước                | 14,077          | 16.108         |                           |           |
| Phước Tân   | Huyện Bác Ái                    | 65,349          | 4.771          |                           |           |
| Phước Thái  | Huyện Ninh Phước                | 117,139         | 13.250         |                           |           |
| Phước Thành | Huyện Bác Ái                    | 121,229         | 1.912          |                           |           |
| Phước Thắng | Huyện Bác Ái                    | 47,742          | 4.828          |                           |           |
| Phước Thuận | Huyện Ninh Phước                | 12,456          | 19.273         |                           |           |
| Phước Tiến  | Huyện Bác Ái                    | 76,301          | 3.950          |                           |           |
| Phước Trung | Huyện Bác Ái                    | 119,492         | 4.829          |                           |           |
| Phước Vinh  | Huyện Ninh Phước                | 46,093          | 12.000         |                           |           |
| Phương Hải  | Huyện Ninh Hải                  | 10,944          | 7.893          |                           |           |
| Quảng Sơn   | Huyện Ninh Sơn                  | 81,272          | 17.495         |                           |           |
| Tân Hải     | Huyện Ninh Hải                  | 8.758           | 10.210         |                           |           |
| Thanh Hải   | Huyện Ninh Hải                  | 6.466           | 10.699         |                           |           |
| Thành Hải   | Thành phố Phan Rang – Tháp Chàm | 9,229           | 11.539         |                           |           |
| Tri Hải     | Huyện Ninh Hải                  | 26.900          | 11.981         |                           |           |
| Vĩnh Hải    | Huyện Ninh Hải                  | 123,796         | 7.661          |                           |           |
| Xuân Hải    | Huyện Ninh Hải                  | 22,510          | 19.920         |                           |           |